# Manuel Carrasco Formiguera
Manuel Carrasco Formiguera (Barcelona, 3 de abril de 1890-Burgos, 9 de abril de 1938) fue un abogado y político español de ideología nacionalista catalana, que conjugó con el cristianismo y el republicanismo. Fue fusilado en el transcurso de la Guerra Civil.

## Biografía
Era hijo del abogado Rosendo Carrasco Ibáñez (1849-1892) y de Magdalena Formiguera Soler (1864-1918). Sus dos hermanos Rosendo Carrasco Formiguera (1892-1990) y Lluís Carrasco Formiguera (1888-1963) eran médicos.La familia Carrasco era originaria de Murcia, donde uno de sus parientes, el médico y político local Antonio Gómez Carrasco (1817-1889), fue cofundador de la fiesta mitológica del "Entierro de la Sardina en Murcia" después de Semana Santa en 1851, que aún existe allí hoy en día.La coreógrafa Marta Carrasco Llovet (* 1963) es su nieta. 

### Carrera política

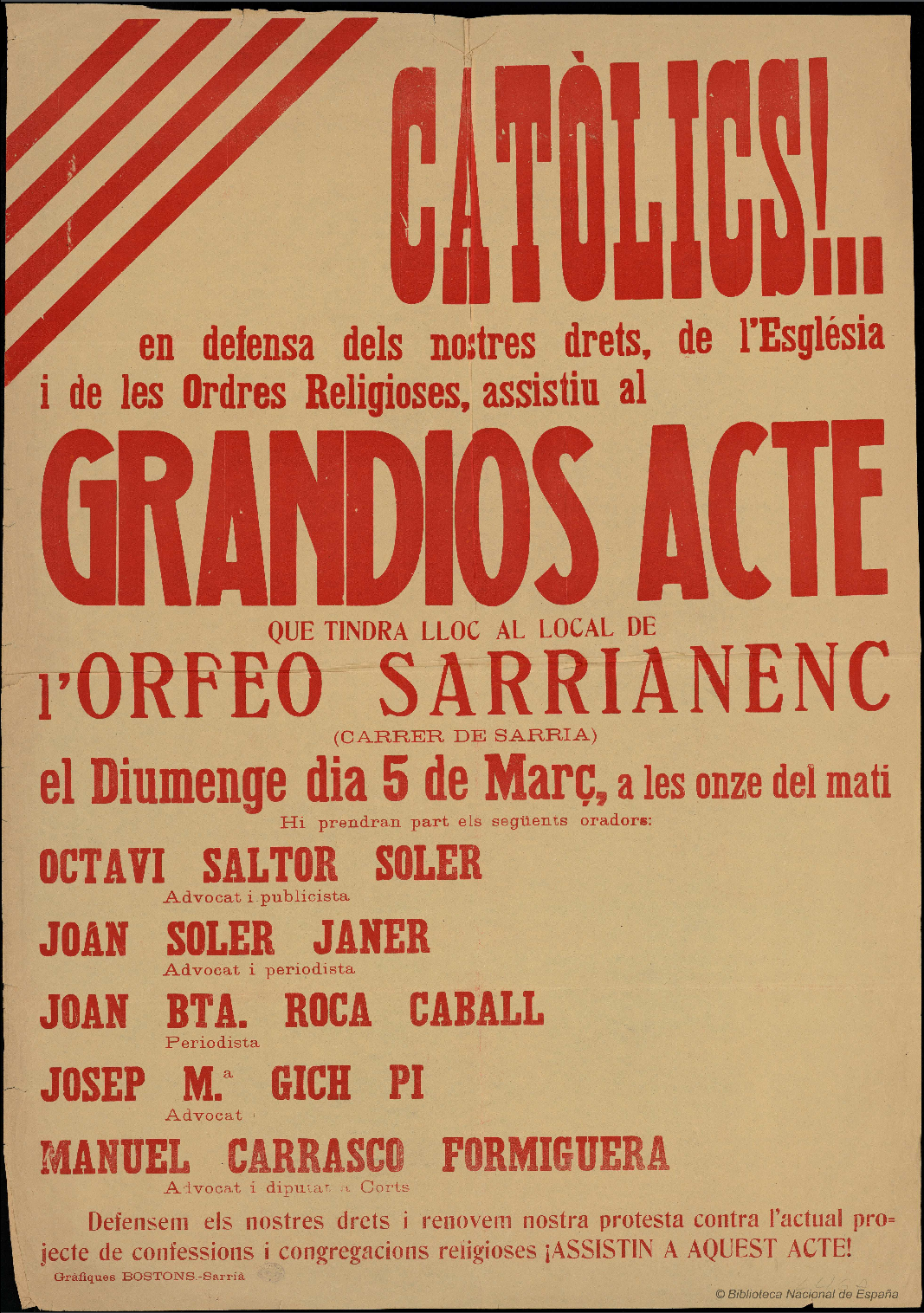
Manuel Carrasco anunciado como orador en un acto en defensa de la Iglesia (1933)

Entre 1916 y 1919 ejerció de secretario de la Lliga Espiritual de la Mare de Déu de Montserrat.
De joven militó en la Joventut Nacionalista de la Lliga Regionalista y en 1920 fue elegido concejal por este partido en la corporación municipal de Barcelona. En 1922 participó en la fundación de Acció Catalana, y este mismo año creó L'Estevet, semanario nacionalista donde se publicaron unas caricaturas críticas con la dictadura de Primo de Rivera, a consecuencia de lo cual fue enviado a prisión.
En 1930 fue uno de los firmantes del Pacto de San Sebastián, en representación de Acció Catalana, y al proclamarse la República (1931) fue nombrado consejero de Sanidad y Beneficencia en el primer gobierno de la Generalidad catalana de Francesc Macià. Meses después fue elegido diputado por Gerona a las Cortes Constituyentes de la República, dentro de la candidatura de la Coalición Catalana Republicana, que agrupaba a los partidos republicanos de centro e izquierda.
En las Cortes destacó su defensa de la integridad del Estatuto de Núria. Respecto de la cuestión religiosa en la Constitución de 1931 intentó la conciliación de los católicos con la República, reconociendo "el error gravísimo [que cometieron buena parte de los católicos] de identificar la suerte de la Iglesia y de la religión en España con la monarquía y con la Dictadura". Propuso una enmienda para que se suprimiera el artículo 3º de la Constitución ("El Estado no tiene religión oficial") y se dejara para el articulado los términos concretos de la separación de la Iglesia y el Estado, para evitar molestar innecesariamente "los sentimientos católicos de muy buena parte de la Nación". En su argumentación hizo un llamamiento a la mayoría no católica de las Cortes Constituyentes para que abandonara su "actitud de intransigencia":

Vosotros, al colocaros ahora en una actitud de intransigencia, daríais la razón a aquellos correligionarios nuestros que nos apostrofaban cuando con toda nuestra buena fe, con todo nuestro entusiasmo, nos poníamos a defender la causa de la revolución y de la República, entendiendo que servíamos la causa de la justicia y del Derecho, y aquellos correligionarios nuestros, a su vez, nos decían que nos equivocábamos nosotros, porque al triunfar la revolución no triunfaría la justicia, sino que podría triunfar un sectarismo, un espíritu de intransigencia que representase un peligro para la religión que nosotros profesábamos

En 1932 fue expulsado de Acció Catalana junto con otros miembros del sector católico del partido e ingresó en Unió Democràtica de Catalunya, creada poco antes. Pronto se destacó como uno de los principales dirigentes del partido, accediendo a su Comité de Gobierno en 1933.

### Guerra Civil
Iniciada la Guerra Civil (1936), Carrasco se mantuvo leal a la República sin abandonar su ideología democristiana. Su mediación salvó la vida de numerosos perseguidos. Estos hechos le supusieron recibir denuncias periodísticas y ser acosado por sectores anarquistas y comunistas del bando republicano en Cataluña. Esta situación le forzó a trasladarse al País Vasco, donde colaboró con el gobierno del lehendakari Aguirre. Con la ocupación por el ejército sublevado de Guipúzcoa (febrero de 1937), decidió volver a Cataluña donde fue nuevamente acosado. Decidió volver entonces a Vizcaya, aún en manos de la República, con toda su familia, como representante de la Generalidad catalana ante el Gobierno de Euzkadi. La última parte de su trayecto debía transcurrir por mar, entre Bayona (Francia) y Bilbao. Sin embargo, el vapor-correo Galdames en el que iba fue interceptado por el crucero Canarias (batalla del cabo Machichaco) y Carrasco encarcelado. Fue trasladado al penal de Burgos, y condenado a muerte en un juicio sumarísimo llevado a cabo el 28 de agosto de 1937 por el delito de "adhesión a la rebelión".
La ejecución de la sentencia se demoró ocho meses, y se llevó a cabo el 9 de abril de 1938, a pesar de las gestiones del Vaticano. Según diversos autores, la ejecución la ordenó personalmente Franco, en reacción a la protesta de varios gobiernos extranjeros, entre los que incluía la Santa Sede, contra los bombardeos por parte de la aviación franquista de objetivos civiles (como los que tuvieron lugar el 16, 17 y 18 de marzo contra Barcelona, condenados públicamente por la Santa Sede a través de una nota oficiosa publicada el 24 de marzo en L'Osservatore Romano).
El 25 de septiembre de 2005, el Congreso de los Diputados español acordó, a propuesta de CiU, anular el consejo de guerra al que fue sometido Carrasco Formiguera.